# Seznam ministrů zemědělství České republiky
Seznam ministrů zemědělství České republiky  představuje chronologický přehled osob, členů vlády České republiky, působících v tomto úřadu:

## V rámci československé federace
| Pořadí | Portrét               | Ministr             | Funkční období    | Funkční období    | Funkční období | Strana                          | Strana     | Vláda    |
| Pořadí | Portrét               | Ministr             | Nástup do úřadu   | Opuštění úřadu    | Dny v úřadu    | Strana                          | Strana     | Vláda    |
| ------ | --------------------- | ------------------- | ----------------- | ----------------- | -------------- | ------------------------------- | ---------- | -------- |
| 1.     | Není dostupný portrét | Josef Černý         | 8. ledna 1969     | 11. února 1971    | 764            |                                 | KSČ        | Rázl     |
| 1.     | Není dostupný portrét | Josef Černý         | 8. ledna 1969     | 11. února 1971    | 764            | Kempný a Korčák                 | KSČ        |          |
| 2.     | Není dostupný portrét | Václav Svoboda      | 11. února 1971    | 9. prosince 1971  | 301            |                                 | KSČ        |          |
| 3.     | Není dostupný portrét | Josef Nágr          | 9. prosince 1971  | 4. listopadu 1976 | 1792           | Korčák II.                      | KSČ        |          |
| 4.     | Není dostupný portrét | Miroslav Petřík     | 4. listopadu 1976 | 18. června 1981   | 1687           | Korčák III.                     | KSČ        |          |
| 5.     | Není dostupný portrét | Miroslav Toman, st. | 18. června 1981   | 20. června 1983   | 732            | Korčák IV.                      | KSČ        |          |
| 6.     | Není dostupný portrét | Vladislav Třeška    | 20. června 1983   | 18. června 1986   | 1094           | Korčák IV.                      | KSČ        |          |
| 7.     | Není dostupný portrét | Ondřej Vaněk        | 18. června 1986   | 5. prosince 1989  | 1266           | Korčák, Adamec, Pitra a Pithart | KSČ        |          |
| 8.     | Není dostupný portrét | Jan Vodehnal        | 5. prosince 1989  | 29. června 1990   | 206            | Korčák, Adamec, Pitra a Pithart | KSČ (KSČS) |          |
| 9.     | Není dostupný portrét | Bohumil Kubát       | 29. června 1990   | 2. července 1992  | 734            |                                 | OF         | Pithart  |
| 9.     | Není dostupný portrét | Bohumil Kubát       | 29. června 1990   | 2. července 1992  | 734            | ODA                             |            | Pithart  |
| 10.    |                       | Josef Lux           | 2. července 1992  | 31. prosince 1992 | 182            |                                 | KDU-ČSL    | Klaus I. |

## V rámci samostatné republiky
| Pořadí | Portrét               | Ministr             | Funkční období     | Funkční období     | Funkční období | Strana   | Strana                          | Vláda        |
| Pořadí | Portrét               | Ministr             | Nástup do úřadu    | Opuštění úřadu     | Dny v úřadu    | Strana   | Strana                          | Vláda        |
| ------ | --------------------- | ------------------- | ------------------ | ------------------ | -------------- | -------- | ------------------------------- | ------------ |
| 1.     |                       | Josef Lux           | 1. ledna 1993      | 17. července 1998  | 2023           |          | KDU-ČSL                         | Klaus I.     |
| 1.     | Klaus II.             | Josef Lux           | 1. ledna 1993      | 17. července 1998  | 2023           |          | KDU-ČSL                         |              |
| 1.     | Tošovský              | Josef Lux           | 1. ledna 1993      | 17. července 1998  | 2023           |          | KDU-ČSL                         |              |
| 2.     |                       | Jan Fencl           | 22. července 1998  | 15. července 2002  | 1454           |          | ČSSD                            | Zeman        |
| 3.     |                       | Jaroslav Palas      | 15. července 2002  | 25. dubna 2005     | 1015           | Špidla   | ČSSD                            |              |
| 3.     | Gross                 | Jaroslav Palas      | 15. července 2002  | 25. dubna 2005     | 1015           |          | ČSSD                            |              |
| 4.     | Není dostupný portrét | Petr Zgarba         | 25. dubna 2005     | 10. listopadu 2005 | 199            | Paroubek | ČSSD                            |              |
| 5.     |                       | Jan Mládek          | 16. listopadu 2005 | 4. září 2006       | 292            | Paroubek | ČSSD                            |              |
| 6.     |                       | Milena Vicenová     | 4. září 2006       | 9. ledna 2007      | 127            |          | nestraník za ODS                | Topolánek I. |
| 7.     |                       | Petr Gandalovič     | 9. ledna 2007      | 8. května 2009     | 850            | ODS      | Topolánek II.                   |              |
| 8.     |                       | Jakub Šebesta       | 8. května 2009     | 13. července 2010  | 431            |          | nestraník nom. ČSSD             | Fischer      |
| 9.     | Není dostupný portrét | Ivan Fuksa          | 13. července 2010  | 4. října 2011      | 448            |          | ODS                             | Nečas        |
| 10.    |                       | Petr Bendl          | 6. října 2011      | 10. července 2013  | 643            |          | ODS                             | Nečas        |
| 11.    |                       | Miroslav Toman, ml. | 10. července 2013  | 29. ledna 2014     | 203            |          | nestraník                       | Rusnok       |
| 12.    |                       | Marian Jurečka      | 29. ledna 2014     | 13. prosince 2017  | 1414           |          | KDU-ČSL                         | Sobotka      |
| 13.    |                       | Jiří Milek          | 13. prosince 2017  | 27. června 2018    | 196            |          | nestraník za ANO                | Babiš I.     |
| 14.    |                       | Miroslav Toman, ml. | 27. června 2018    | 17. prosince 2021  | 1269           |          | nestraník za ČSSD, později ČSSD | Babiš II.    |
| 15.    |                       | Marian Jurečka      | 17. prosince 2021  | 3. ledna 2022      | 17             |          | KDU-ČSL                         | Fiala        |
| 16.    |                       | Zdeněk Nekula       | 3. ledna 2022      | 28. června 2023    | 541            |          | KDU-ČSL                         | Fiala        |
| 17.    |                       | Marek Výborný       | 29. června 2023    | úřadující          | 633            |          | KDU-ČSL                         | Fiala        |